# Direction de la coopération internationale de sécurité
La direction de la coopération internationale de sécurité (DCIS) met en œuvre la politique de la France en matière de sécurité intérieure, sous l’égide du ministère de l’Intérieur, au travers d’actions de coopération opérationnelle, technique et institutionnelle.
Créée en 2010, elle est la première direction commune à la police et à la gendarmerie nationale en réunissant le Service de coopération technique internationale de police (SCTIP créé en 1961) et la Sous-Direction de la coopération internationale de la gendarmerie (SDCI créée en 1985).
Son réseau compte près de 400 policiers et gendarmes affectés dans 78 services de sécurité intérieure au sein des représentations diplomatiques à l’étranger. Les personnels de la DCIS se déclinent en deux catégories : la première travaillant à la centrale en France, et les effectifs détachés à l’étranger au sein des Services de sécurité intérieure (SSI). La DCIS couvre ainsi plus de 150 pays sur les cinq continents. Son service "H24" est en lien permanent (24h/24 - 365 jours/an) avec tous les SSI de son réseau, permettant un échange rapide d'informations et un retour en sécurité intérieure entre services partenaires étrangers, Police et Gendarmerie Nationales. Basée en région parisienne, la DCIS est dirigée par Sophie Hatt, directrice des services actifs de la police nationale, et le général de division (GN) Emmanuel Miglierina, directeur adjoint.
Les personnels actifs de la police et de gendarmerie qui composent cette Direction participent également au renforcement des capacités opérationnelles du ministère de l'Intérieur (par exemple, en accueillant et coordonnant les délégations étrangères lors de salons internationaux : MILIPOL, Eurosatory, Euronaval... ou de grandes manifestations sportives : JOP 2024 - coupe du monde de Rugby). Agissant habituellement en tenue civile, armés (Glock 26 pour les gendarmes et les conducteurs d'autorité - SP2022 pour les policiers), ils n'ont pas de compétence judiciaire.
Annuellement, un colloque rassemblant l'ensemble des Attachés de Sécurité Intérieure (commissaires PN ou officiers supérieurs GN de la DCIS en poste dans les 78 SSI), les directeurs généraux de la police et de la gendarmerie (DGPN - DGGN) ainsi que divers services des ministères des affaires étrangères (DCSD) et de l'Intérieur (PN - GN - Sécurité Civile - ComCyberMI - DGSI ...) est organisé sous l'égide de sa centrale. Ces échanges concourent à l'élaboration puis la mise en oeuvre de la coopération internationale du Ministère de l'Intérieur.

## Origine

### Le SCTIP
Créé en 1961, le Service de coopération technique internationale de Police (SCTIP) succède au Service de sécurité extérieure de la Communauté (SSEC) créé en mai 1959. Le SCTIP constituait un service autonome au sein de la Direction générale de la Police nationale.

### Création de la DCI et réformes: la naissance de la DCIS
Créée en 2010, la DCI réunit le SCTIP, précédemment mentionné, et la Sous-Direction de la coopération internationale de la gendarmerie (SDCI) créée en 1985.
La DCI connaît une réforme structurelle en août 2021 et devient DCIS afin d’adapter ses actions de coopération opérationnelle, technique et institutionnelle aux enjeux de sécurité contemporains. Ces coopérations peuvent être menées dans un cadre bilatéral (entre la France et un pays partenaire) ou dans un cadre multilatéral, c’est-à-dire au travers de la participation de la France à une mission dirigée par une organisation internationale comme l’Union européenne ou l’ONU.

### Objectif: la sécurité intérieure
Dans un souci constant de sécurité intérieure, la lutte contre le trafic de stupéfiants et d’armes, la cybercriminalité, le terrorisme, la criminalité organisée transnationale et l’immigration irrégulière constituent les axes prioritaires de travail des policiers et gendarmes de la DCIS. Elle participe également au rayonnement de la police et de la gendarmerie nationales en exportant leur savoir-faire dans de nombreux domaines d’expertise comme l’investigation judiciaire, le maintien de l'ordre (avec les CRS et le Centre National d'Entrainement de la Gendarmerie Mobile à St Astier 24), la protection rapprochée (SDLP - GIGN) et l'intervention spécialisée (GIGN - RAID) ainsi que des immersions dans les scolarités des académies de la Police ou de la Gendarmerie.